# Снуки
Нико́ль Эли́забет Лавэлл (англ. Nicole Elizabeth «Snooki» LaValle, в девичестве — Поли́цци (англ. Polizzi), наиболее известная под псевдонимом — Сну́ки (англ. Snooki; 23 ноября 1987, Сантьяго, Чили) — американская телеведущая, писательница и танцовщица

, наиболее известная участием в реалити-шоу MTV «Jersey Shore», «Snooki & Jwoww» и «Jersey Shore: Family Vacation». С появлением в «Jersey Shore» в 2009 году Снуки завоевала популярность, что привело к её многочисленным выступлениям на ток-шоу, съёмкам в  веб- и телепроектах. По сообщениям, за каждый эпизод последнего сезона «Jersey Shore» она получила по 150 тыс. долларов. Она также появилась в качестве приглашённой ведущей «WWE Raw» в 2011 году и соревновалась в Рестлмании XXVII в том же году.

## Личная жизнь
С 29 ноября 2014 года Снуки замужем за Джионни ЛаВэллем, с которым она встречалась 4 года до свадьбы. У супругов трое детей: сын Лоренцо Доминик ЛаВэлль (род. 26.08.2012), дочь Джиованна Мари ЛаВэлль (род. 26.09.2014) и ещё один сын — Анджело Джеймс ЛаВэлль (род. 30.05.2019).